# Athysanella curvata
Athysanella curvata är en insektsart som beskrevs av Ball och Beamer 1940. Athysanella curvata ingår i släktet Athysanella och familjen dvärgstritar. Inga underarter finns listade i Catalogue of Life.